# Volvo 740
Volvo 740 är en bakhjulsdriven personbil tillverkad av Volvo mellan 1984 och 1992. Det var en storsäljare under 1980- och 90-talen. 740-serien är en enklare systermodell till den lyxigare 760-serien som tillverkades mellan år 1982 och 1990.

## Allmän historik

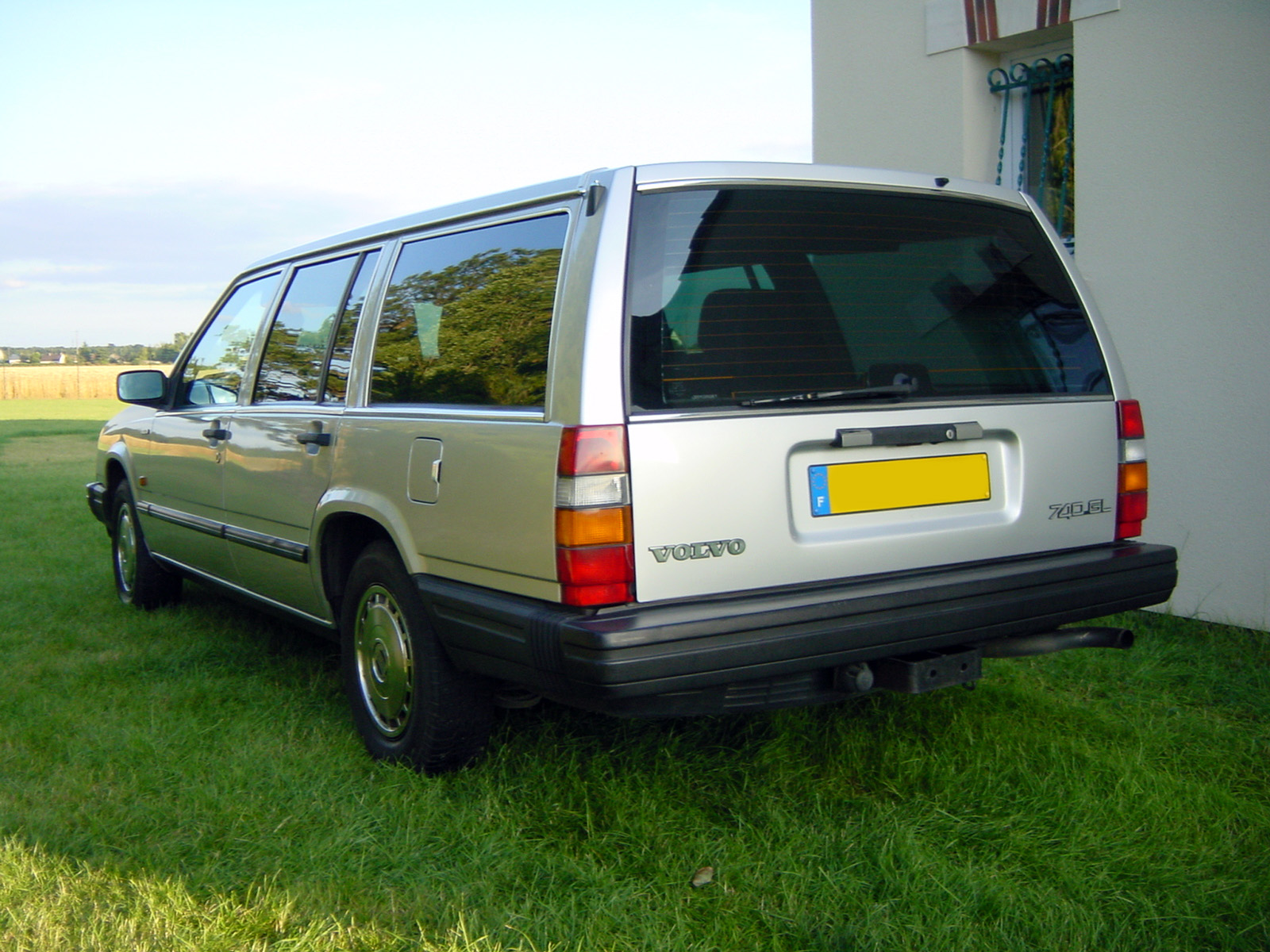
Volvo 740 i herrgårdsvagnsutförande

700-serien introducerades med Volvo 760 som lanserades i februari 1982. 1984 kom den enklare och billigare systermodellen Volvo 740, som blev volymbilen. Först ut var 740 GLE med B23E-motor som hade insprutning och 130 hk. Därefter kom 740 GL med B23A som hade förgasare och 112 hk. Även 740 Turbo erbjöds med samma turbomotor som 760 Turbo. Våren 1985 kom herrgårdsvagnen av 740 som årsmodell 1985 i Nordamerika, övriga världen fick vänta tills hösten 1985 och årsmodell 1986.
Volvo 740 är enkelt uppbyggd med en självbärande kaross, rakställd radmotor med växellådan fäst direkt bakom en bit in i kardantunneln. Bakom växellådan sitter kardanaxeln som via ett stödlager och två drivknutar överför den drivande kraften till bakhjulen genom en stel gammaldags gjutjärnsbakaxel. Som tillbehör fanns både lamelldifferential och slungdifferential, ofta vanligt på kombimodellen. Uppbyggnaden av Volvos egentillverkade bensinmotorer är en femlagrad vevaxel, enkel överliggande kamaxel och två ventiler per cylinder. 
Volvo 740 utvecklades i Sverige och Nederländerna och monterades och byggdes främst i Sverige men även i Belgien. Volvo satsade hårt på den amerikanska marknaden och i USA var det högsta mode med bilar som hade en kilformad vass, kantig profil under 1970- och 1980-talen, så Volvo 740 fick en tydlig kantig form.
Produktionen upphörde med 1993 års modell hösten 1992 på grund av att den snarlika vidareutvecklade modellen Volvo 940 kommit ut på marknaden, men två decennier efter produktionsstopp var fortfarande bilar ur 700-serien vanliga på vägarna i Sverige.
Volvo 740 blev tidvis kallad "Sossecontainer" eftersom det var en bil vanlig hos arbetarklassen. Detta uttryck ska dock inte förknippas med systermodellen Volvo 760 som var en lyxbil på den tiden.

## Historik över modellutbudet på den svenska marknaden

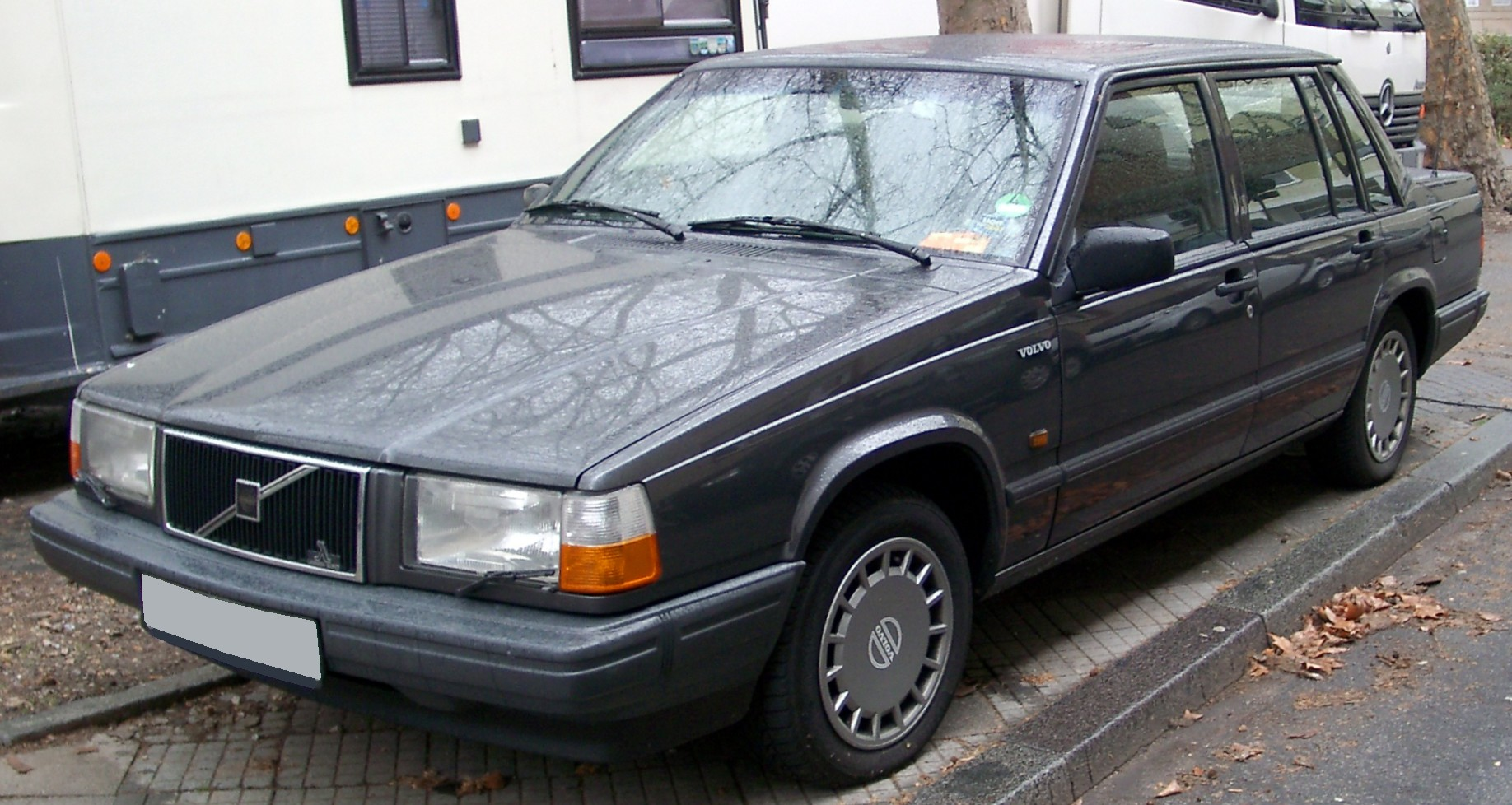
4-dörrars sedan. Detta är en senare årgång med den nyare fronten (1990-framåt). EU-utförande.

1984 Volvo 740 presenterades som en något enklare (billigare) modell av den karossmässigt lika Volvo 760.
I Sverige finns endast 740 GLE med en B23E-motor med 129 hästkrafter och 190 Nm.
1985 En ny generation av motorerna B200 och B230 infördes och de äldre motorerna B19 och B23 utgick.
Nya eller modifierade tändsystem och bränslesystem både med förgasare och bränsleinsprutning användes på dessa motorer.
I Sverige finns GL med B230A (112 hk / 192 Nm) eller D24 (82 hk / 140 Nm), GLE med B230E (131 hk / 190 Nm) och Turbo Intercooler med B230ET (182 hk / 253 Nm). GLE fick i utrustningsväg som standard plyschklädsel, centrallås, motorrumslampa, läslampor i taket invändigt, nackstöd bak, växelspaksdamask i läder samt aluminiumfälgar. Fjädertornens utformning i motorrummet ändrades. Invändigt uppdaterades mätarhuset och lite annorlunda form på ryggstöden fram och dörrsidorna. Förarstolens värmedyna reglerades nu med knapp (tidigare termostatstyrd).
1986 lanserades den första kombimodellen utanför Nordamerika.
Modellerna såg detta år ut precis som 1985, men med nya hjulsidor och annan logotyp på modellbeteckningen, med den skillnaden att GLE också gick att få med turbodiesel (D24T med 109 hk och 205 Nm) från VAG.
1987 släpptes B230F och B230FT på den svenska marknaden. B230A utgick och ersattes med B230K som har en fallförgasare av franskt fabrikat och automatisk choke. De fordon som certifierades frivilligt 1987–1988 fick en skatterabatt, och det förväntades att ägaren skulle vårda och sköta sitt fordon med avseende på service och eventuellt utbyte av felaktiga komponenter. Underredet blev delvis galvaniserat. "Sminkspegeln" i handskfacket försvann. Nackstöd bak och bromsljus i bakrutan blev nu standard på alla modeller.
1988 introducerades mitt i modellåret en ny modell (GLT 16 Valve) med en ny motor, en sextonventilers fyrcylindrig motor med betydligt högre effekt  än den vanliga åttaventilersmotorn. 155 eller 159 hk/210 Nm, beroende på växellåda. Årsmodell 1988 blev underredet helgalvaniserat och utrustningspaketet Blackline introducerades vilket innebar svart dekor, centrallås, elhissar fram, elspeglar samt aluminiumfälgar.
1988b Dessa modeller är egentligen tidiga 1989 (tillverkade juli 1988 till och med december 1988) men såldes som 1988b (för att kunna utnyttja ett statligt miljöbidrag i Sverige). Motorns styrsystem uppgraderades och lambdasonden var standardmonterad istället för ett tillval. Stolsklädseln i GL uppdaterades samt sidofacken på stolarna (som tidigare varit standard på GLE) monterades nu även på GL. 
1989 såldes bara katalysatorrenade motorer på den svenska marknaden på grund av lagstiftningen. Dieselmotorn samt GLE med B230E motorn försvann och GLE och GLT blev istället utrustningspaket E och T. Utrustningen innehöll centrallås, elhissar, elspeglar, ABS, aluminiumfälgar samt plyschklädsel. Svart dekor/lister på GLT och krom på GLE. GLT 16 valve saknade elhissar men hade istället dimstrålkastare, liksom 740 Turbo. På grund av katalysatorkravet fick den äldre turbomaskinen marginellt lägre effekt än den nyare 16-ventilaren (155 mot 159 hk).

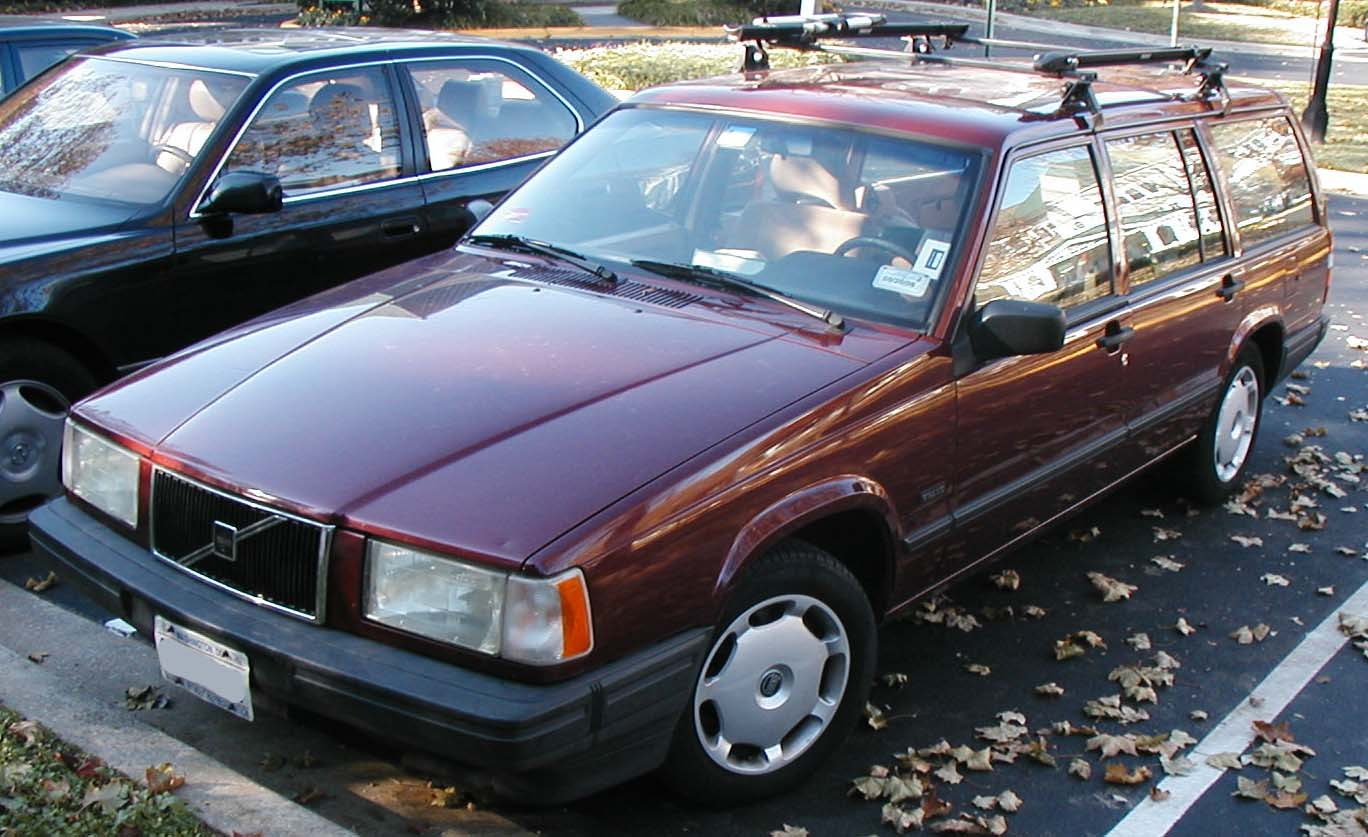
5-dörrars herrgårdsvagn. En senare årgång med den nyare fronten (1990-framåt). US-utförande.

1990 förberedde man folket för nya Volvo 850 som skulle lanseras hösten 1991. Volvo 740 då fick en ny front med plastsarg runt lyktorna för att bättre anknyta till Volvo 850. Bakljusen på sedanvarianten fick ny utformning. På turbomodellen var fronten som skulle komma att sitta på 940 monterad och man monterade även dimljus integrerade i huvudstrålkastarna på samma sätt som på 940. Alla 16-ventilsutförandena i Sverige fick 155 hk. Turbo ökade till 165 hk och fick också diagnossystem.
1991 Ny instrumentpanel (samma som på 940) och B230F fick nytt bränsle- och tändsystem (Regina/Rex). En ny motorvariant lanserades också (B230FB, 131 hk) med 531-topp som original, dock ej på svenska marknaden. GL/T-paketet innebar samma saker som 1990. GLE, GLT med 16V och Turbo försvann och ersattes med 940 GL, 940 GLT och 940 Turbo. GLT fick sextonventilsmotorn. Visse exportversioner (till exempel Storbritannien och Tyskland) även med motor B200F. Utrustningspaket SE gick nu att köpa till. Det innehöll slungdifferential, lättmetallfälgar, elspeglar, ABS och centrallås.  
1992 var sista årsmodellen. Volvo 940 som i grunden är samma bil ersatte nu Volvo 740.
- Prestanda: Volvo 740 GL. 112 hk/DIN. Acc från 0 till 100 km/h 11,8 sek. Toppfart 176 km/h. Källa: Autobild 27-04-1986.

  Volvo 740 Turbo-Cat. 155 hk/DIN. Acc från 0 till 100 km/h 8,8 sek. Toppfart 197 km/h. Källa: Autobild 18-04-1988.

## Modellvarianter
- Volvo 740 GL
- Volvo 740 GLE ( 131 hk bensin motor, 5 växlad med elektrisk överväxel och Centrallås från årsmodell -84 samt läslampor i central belysningen & plyschklädsel). De nya avgaskraven 1989 gjorde att B230E och B230K utgick från sortimentet.
- Volvo 740 GL/T-paketet 1989-1992 (centrallås, elhissar, elspeglar, svart dekor, ABS, aluminiumfälgar samt plyschklädsel)
- Volvo 740 GLE 16 Valve, Fanns ej i Sverige, men bland annat i USA, där inte GLT fanns.
- Volvo 740 GLT 16 Valve
- Volvo 740 Turbo 2.0L 16 Valve (Italien)
- Volvo 740 Turbo Intercooler (TIC)
- Volvo 740 2.4L TurboDiesel
- Volvo 740 Polar (ej Sverige)
- Volvo 740 GL 2.4L Diesel
- Volvo 740 GLE 2.4L Turbo Diesel Intercooler
- Volvo 740 Blackline (föregångaren till GL/T-paketet.
- Volvo 740 GL/E-paketet 1989-1990 (elhissar, elspeglar, centrallås, kromade lister och dekor, aluminiumfälgar och plyschklädsel)
- Volvo 740 SE 1991-1992 (Innebar samma utrustning som GL/E-paketet men utan kromet och elhissarna)
- Volvo 740 Classic (En nyare modell)